# 進化路
進化路為臺灣臺中市的重要道路之一，進化路為南北向，南起南京路，北於北屯路口接進化北路。其中南京路至建成路段為雙車道，過建成路口後配置雙向四車道以及中央安全島。

## 行經行政區域
（由南至東）
- 東區
- 北區
- 北屯區

## 本道路客運
| 編號 | 業者     | 路線                            | 行駛區間         |
| ---- | -------- | ------------------------------- | ---------------- |
| 33   | 台中客運 | 僑光科技大學－高鐵臺中站        | 自由路－進化北路 |
| 41   | 台中客運 | 公共資訊圖書館－慈明高中        | 精武路－力行路   |
| 52   | 仁友客運 | 中興大學－中興大學              | 建成路－進化北路 |
| 142  | 台中客運 | 豐年社區－第一廣場—豐年社區     | 精武路－力行路   |
| 163  | 台中客運 | 華盛頓中學－第一廣場—華盛頓中學 | 精武路－力行路   |

## 沿線設施
（由南至西北）
| |  |
| 臺鐵臺中線 南京路 - 臺中市政府警察局第三分局 （页面存档备份，存于）東區分駐所 - 中國醫藥大學附設醫院台中東區分院 建成路／自由路三段 - 臺中市東區進德國民小學 - 中華郵政臺中進化路郵局 精武路 - 臺安醫院進化總院 - 東勢仔段社會住宅（規劃中） - 臺中市東區力行國民小學 - 台灣長老教會力行教會 - 合作金庫銀行進化分行 興進園道 - 私立光華高工舊址 - 三信商業銀行力行分行 - 臺中市眷村文物館 北屯路 （往西接進化北路） |  |